# New Burnside, Illinois
New Burnside là một làng thuộc quận Johnson, tiểu bang Illinois, Hoa Kỳ. Năm 2010, dân số của làng này là 211 người.

## Dân số
Dân số qua các năm:
- Năm 2000: 242 người.
- Năm 2010: 211 người.